# Moulin de Sainte-Jeanne-d'Arc
Le moulin de Sainte-Jeanne-d'Arc est un moulin à eau du située à Sainte-Jeanne-d'Arc Québec (Canada). Il a été classé monument historique en 1977.